# トダシバ
トダシバ Arundinella hirta (Thunb.) は、やや大型になるイネ科の草本。秋に芒のない粒々がぎっしり並んだような穂を立てる。変異が大きく、見た目では随分違ったものがある。

## 特徴
全体に硬い多年生草本。地下に鱗片に包まれた長い匍匐茎を引く場合がある。茎は高さ(30-)60-120cmに達し、細い円柱形で少数の節がある。葉は広線形で長さ20-40cm、幅は6-15mm、先端は長く伸びて尖り、基部は丸くてくぼんで、多くの場合は毛がある。鞘は茎の節より短く、毛があることが多い。
花期は8-10月、茎の先端に上向きに花序が出る。花序は長さ10-30cm、幅8-15cmで円錐花序をなし、まばらに散開する。花序の枝は同じ長さでなく、基部に毛がある。小穂は枝に押しつけられたような形で1個ずつか2個ずつ着くき、長さ3.5-4.5mm、白緑色から紫を帯びる。明確な芒はない。

トダシバは戸田シバの意味で、武蔵の戸田原辺に生えていたためと言われる。また、別名にはバレンシバがあり、これは馬簾シバでその花穂の形によるという。なお、この地は荒川流域にあり、昭和初期までは近年では珍しくなった野草が多く生育していた。スゲ属のトダスゲもこの地に生育していたものである。

### 小穂
この種の小穂は外見的にはさほど変わらない二つの小花を含むが、下のものが雄性なので、種子を作るのは上にある第2小花のみである。
全形は披針形で外面はほぼ全体が包穎に包まれる。包穎は紙質で、第一包穎は小穂よりわずかに短く、その基部は幅広くて小穂の周りを囲み、太い脈が三本ある。第二包穎は小穂と同じ長さで脈は5から7ある。
第1小花は雄性で、護穎は紙質で5脈、内穎は膜質で透明、これらの間におしべ3つが入る。第2小花は両性、その基部には毛が生える。護穎は膜質で半透明、細い脈が5つある。先端は時に短い芒状となる。内穎は護衛とほぼ同じ長さで、2つの竜骨がある。葯は暗紫色で、長さ約2mm。果実が熟すと小穂全体として脱落する。

### 種内変異について
この種は外見的な変異の幅が大きく、見かけ上は全くの別種と見える例すらある。
大きな違いの一つは植物体の毛の状態で、大井次三郎はその状態によって以下のような区別を認めた。
- 葉鞘、葉面、茎の節などに硬い毛を密生するものを基本と見なし、区別する場合にはこれをケトダシバとする。
- 葉面は縁以外はほぼ無毛、葉鞘は無毛かまばらに毛があるものをウスゲトダシバとする。
- 小穂にも剛毛があるものをオニトダシバとする。

他に花序が白っぽくなるものをシロトダシバとする研究者もある。
また、花序に関しても変異がある。この種では花序の主軸はほぼ直立し、間を開けて側枝を斜め上に真っ直ぐに伸ばす。小穂はこの側枝から出る細い軸の上に生じる。基本的なものではこの小穂の着く細い枝が側枝に密着し、一見では側枝に小穂が密生しているように見える。それに対して、側枝から細い枝が斜めに出る型があり、その場合、小穂はひどくまばらに着いているように見えるので、見かけは随分違ったものとなる。長田はこの前者の方が大型で毛が多い傾向はあるものの、必ずしも相関関係があるとは言えないと記している。

## 分布と生育環境

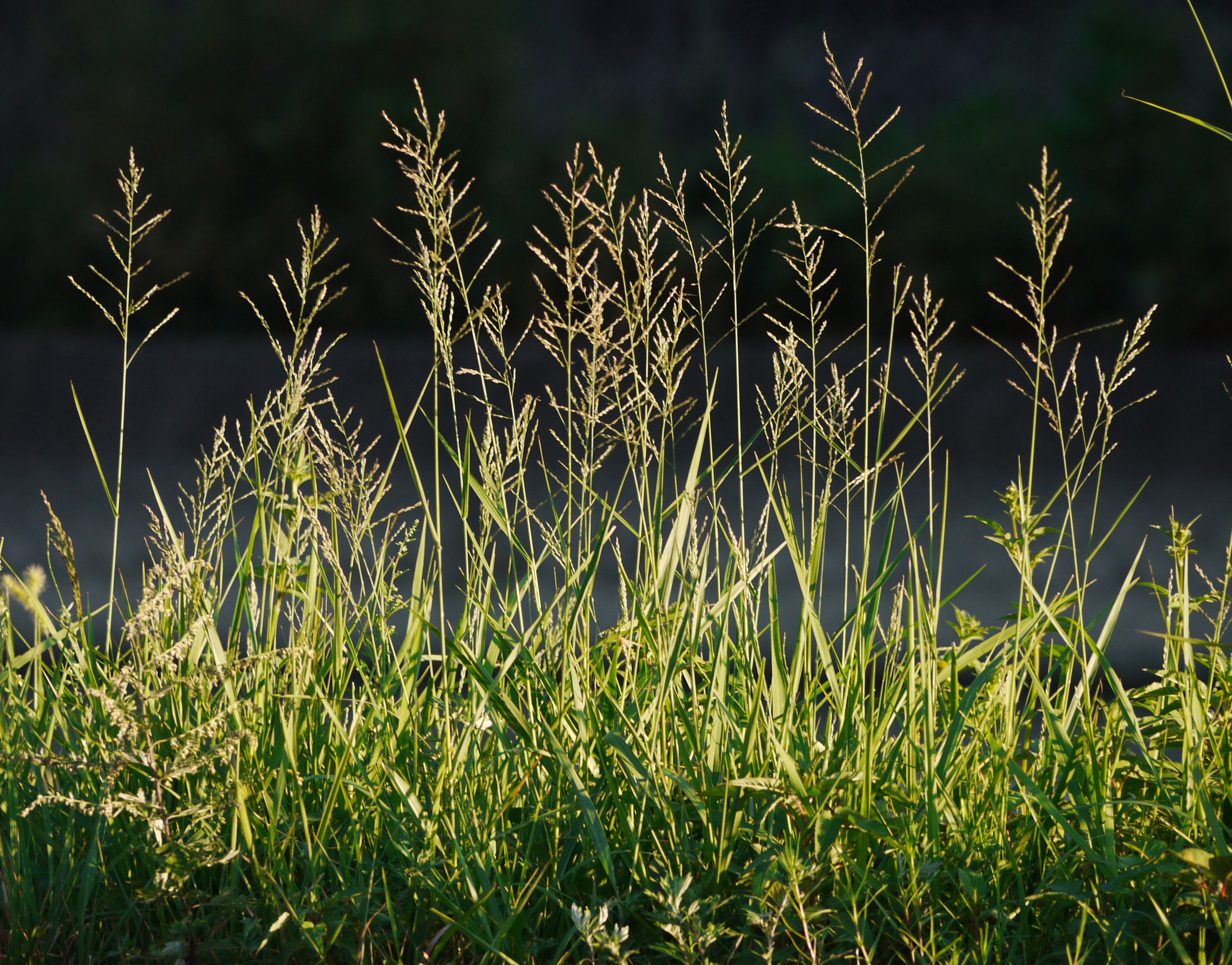
道路脇の群落

日本では北海道から九州まで、国外では朝鮮、中国、ウスリーから知られる。平地から山地にかけての日当たりのよい草地に生育する。北村他は『至る所の草原に普通』と記している。よく群生している。

## 分類
トダシバ属には約50種があり、アジアとアメリカの熱帯を中心に分布する。日本には、本種ともう1種、以下の種がある。
- A. riparia Honda ミギワトダシバ

本種に似るが、より小穂が小さく、芒がある。匍匐茎はなく、茎の下部が斜めに向かう。日本固有種で、紀伊半島南部、瀞峡付近にのみ産する。
本種自体は上記のように変異が多く、YListは以下のような種内変異の学名を認めている。
- A. hirta (Thunb.) トダシバ（広義）
  - var. cliata(Thunb.) Koifz. ウスゲトダシバ
  - var. glauca (Koidz.) Honda シロトダシバ
  - var. hirta ケトダシバ
  - var. hondana Koidz. オニトダシバ

ただし、標準的な図鑑として使われてきた北村他(1987)も佐竹他(1982)もこれらの学名を取り上げるどころか、和名を挙げることさえしていない。長田(1993)はこれらの種内分類について紹介しつつ、『そうはっきりはわけられないと思う』としている。許田は『変異の幅が非常に大きく、特に毛の形質は千変万化』としつつ、変異が連続的で、それらを亜種や変種として区別することを『必要性はない』と言いきっている。

なお、小穂が側枝に密着する型についてはアゼガヤなどがやや似るが、小穂の構造が全く異なるので区別はたやすい。